# 五代あつし
五代 あつし（ごだい あつし、1965年9月7日　- ）は、日本の男性声優。神奈川県出身。旧芸名は村井 厚之（むらい あつし）。

## 人物
以前は劇団東京ルネッサンス、九プロダクション、ぷろだくしょん★A組に所属していた。

## 出演

### テレビアニメ
1997年
- 超特急ヒカリアン（ひたちブルー）
- 烈火の炎（白衣の男、生徒A、通行人）

1998年
- セクシーコマンドー外伝 すごいよ!!マサルさん（ティッシュ、野球部員B、山崎先生）
- ∀ガンダム（ハメット・ロロイ）

1999年
- 課長王子（渡辺〈ヨセフ〉、レッドソーサー、通信の声）
- 小さな巨人 ミクロマン（スピンリー、キラー、駅のアナウンス、アナウンサー、パイロットB 他）

2001年
- 犬夜叉（唱沈、店員）

2003年
- キノの旅 -the Beautiful World-（番兵、男）

2004年
- SAMURAI 7（かむろ衆B）

### 劇場アニメ
- ∀ガンダム II 月光蝶（2001年、ハメット・ロロイ）

### OVA
- 世界の光 親鸞聖人（1992年、村人A男、日蓮の信者D、親鸞の弟子C、男C）
- 思春期美少女合体ロボ ジーマイン（1999年、黒服A、部下C）
- 銀河英雄伝説外伝 叛乱者（2000年、通信の声）

### ゲーム
- 金田一少年の事件簿3 青龍伝説殺人事件（1999年、市川政雄）
- 鎖と愛と悦楽を（2003年、河本政也）

### ドラマCD
- 刻の大地（ナバロの手下）

### 吹き替え
1996年
- パワーレンジャー（ロックスター）

1998年
- ブラックジャック※テレビ版
- 野獣教師※テレビ版

1999年
- 疑惑の幻影（レポーター）
- スリーパーズ
- パワーレンジャー（ジェイソン・リー・スコット/レッドレンジャー〈オースティン・セント・ジョン〉〈2代目〉）、ザリガニモンスター、ミラークル、パースヘッド、キーモンスター、パチンコヘッド、アナウンサー 他）
  - パワーレンジャー・ターボ・映画版・誕生!ターボパワー（ジェイソン・リー・スコット〈オースティン・セント・ジョン〉）

- ブレイド（男）

2000年
- タービュランス2
- ディープ・コア2000（ヘンリー）

2001年
- モエシャ（ジューンバッグ、オハーシ）
- 乱気流/タービュランス
- ワイルドシングス

2003年
- CSI:科学捜査班（カート・リットン、庭師）

2004年
- ブロセリアンドの魔物
- 名探偵モンク（チェスティー、音響スタッフ、レコード屋の客）

### 吹き替え（アニメ）
- ブレイブ・リトル・トースター レスキュー大作戦!（2000年）
- リセス 〜ぼくらの夏休みを守れ!〜（2006年）

### 舞台
- 枯れすすき 野口雨情抄伝（1997年）